# پلزسوو
پلزسوو (به لاتین: Pleszew) یک شهر و گمینا در لهستان است که در گمینا پلشو واقع شده‌است. پلزسوو ۱۳٫۱۹ کیلومتر مربع مساحت و ۱۷٬۷۸۷ نفر جمعیت دارد.